# Luluva
Luluva, também conhecida como Aclima, de acordo com algumas tradições religiosas era a filha mais velha de Adão e Eva, a irmã gêmea de Caim e esposa de Abel. De acordo com essas tradições, ela foi a primeira mulher humana que nasceu naturalmente. De acordo com a tradição islâmica e rabínica, um casamento entre Luluva e Abel foi proposto e arranjado por seu pai Adão. A fim de iniciar o contentamento do irmão gêmeo de Luluva, Adão sugeriu que um sacrifício fosse feito, mas o sacrifício foi subsequentemente rejeitado por Deus. Segundo as tradições abraâmicas, Caim teria matado seu irmão Abel por causa de Luluva.